# متلازمة لازاروس
متلازمة لازاروس أو  الإنعاش القلبي الذاتي بعد فشل الإنعاش القلبي الرئوي (بالإنجليزية: Lazarus syndrome)‏  هو الرجوع التلقائي لـالدورة الدموية بعد فشل محاولات الإنعاش. ولوحظ ظهور هذا المصطلح في الكتابات الطبية ما لا يقل عن 25 مرة منذ عام 1982م. ومن أسمائها أيضًا ظاهرة لازاروس وهذه التسميات جميعها مأخوذة من القديس لازاروس الذي يروي العهد الجديد أن يسوع أحياه بعد موته.
وهذه المتلازمة نادرة الحدوث وأسبابها غير مفهومة بشكل جيد. وهناك نظرية واحدة لتفسير هذه الظاهرة تقول بأن العامل الجوهري (غير أنه ليس الوحيد) لها هو تزايد الضغط في الصدر نتيجة للإنعاش القلبي الرئوي. يرى البعض أن ارتخاء الضغط بعد انتهاء محاولات الإنعاش يكون له أثر في تمدد القلب وتحفيز الدفعات الكهربية فيه وبدء ضربات القلب من جديد. ومن العوامل التي قد تكون سببًا في هذه الحالة: فرط بوتاسيوم الدم والجرعات العالية من الأدرينالين.

## بعض الحالات
- حاول الأطباء علاج امرأة تبلغ 61 عامًا من ولاية ديلاوير بالولايات المتحدة، بـ «كثير من الأدوية والصدمات المتزامنة» ولكن لم يتحسن النبض. وأعلن الأطباء عن وفاة الحالة ولكن أثناء وجودها في المشرحة اكتشف الأطباء أنها لا تزال على قيد الحياة وتنفسها بحالة جيدة. ثم إنها رفعت دعوى قضائية ضد هذا المركز الطبي تطالب فيها بالتعويض عن المشاكل الجسدية والعصبية التي أصيبت بها جراء هذه الواقعة.[3]
- اشتبه في أن رجلًا يبلغ من العمر 66 عامًا مصاب بـأم الدم البطنية، وأثناء فترة علاجه تعرض لـسكتة قلبية وخضع لمحاولة إنعاش بالضغط على الصدر وبصدمات إزالة الرجفان لمدة 17 دقيقة. لم تعد العلامات الحياتية، وأعلن أن المريض قد مات وأوقف الأطباء محاولات الإنعاش. وبعد عشر دقائق، شعر الجراح بنبض المريض. عولج المريض من أم الدم وخرج معافى تمامًا ولم يُصب بمشكلات بدنية أو عصبية دائمة.[2]
- أصيب رجل يبلغ عمره 27 عامًا في المملكة المتحدة بسكتة قلبية بعد الإفراط في تناول الهيروين والكوكايين. وبعد 25 دقيقة من محاولات الإنعاش، أعلن الأطباء وفاته. وبعد قرابة دقيقة من انتهاء عملية الإنعاش، لاحظت ممرضة وجود نظم على جهاز مراقبة القلب وحينئذ بدأت محاولة جديدة لإنعاش قلب المريض. واسترد كامل صحته وعافيته.[4]
- يئست فتاة عمرها 18 عامًا من ميزوري بالولايات المتحدة من حالها فحاولت الانتحار بتناول جرعة زائدة من الأقراص المنومة. وبدأت محاولات الإنعاش، ولكنها لم تجدِ نفعًا وأعلن الأطباء وفاتها. وبعد سبع دقائق، بدأ قلبها ينبض وبدأت بالتنفس بمفردها من جديد رغم أنها كانت في حالة غيبوبة. وأفاقت الفتاة بعد 5 أيام وهي لا تذكر شيئًا مما حدث لها.[بحاجة لمصدر]
- أعلنت وفاة امرأة عمرها 45 عامًا في كولومبيا، إذ لم يظهر عليها أي علامة تدل على حياتها. وفي وقت لاحق، أدرك أحد القائمين على الدفن أن المرأة تتحرك فنبه مساعده إلى وجوب عودتها إلى المستشفى.[5]
- عاد رجل عمره 65 عامًا في ماليزيا إلى الحياة بعد ساعتين ونصف من إعلان الأطباء في مستشفى سيبيرانج جايا (Seberang Jaya Hospital) في بينانج عن وفاته. ومات بعد تلك الواقعة بثلاثة أسابيع.[6]
- عادت امرأة عمرها 49 عامًا إلى الحياة في مستشفى إدنبرة الملكي بعد أن ظلت ميتة لمدة 45 دقيقة.[7]

## المقتضيات
تثير متلازمة لازاروس قضية إعلاء الجانب الأخلاقي لدى الأطباء المنوط بهم تحديد وقت حدوث الوفاة الطبية ومن ثم وقف محاولات الإنعاش والبدء في إجراءات ما بعد الوفاة مثل التشريح ومنح الأعضاء. كتب أحد الأطباء قائلاً: إذا ادعينا أننا نستطيع التفريق بين الحالات الموثوق في وفاتها وغيرها فهذا من باب التكبّر لا غير."
وتوصي الكتابات الطبية بمتابعة العلامات الحياتية عند المريض لمدة خمس إلى عشر دقائق بعد توقف الإنعاش وقبل التصديق على وفاة الحالة.